# Балкански купусар
Балкански купусар (лат. Pieris balcana) врста је лептира из породице белаца (лат. Pieridae).

## Опис врсте
Релативно тешко се разликује од жиличастог купусара, са којим често дели исто станиште. Зато су и налази ове врсте малобројни и непоуздани.

## Распрострањење и станиште
Име је добио по томе што је његово распрострањење ограничено на Балканско полуострво.

## Биљке хранитељке
Основне биљке хранитељке су биљке из породице купуса (Brassicaceae).